# نادي نورنبرغ
نادي نورنبيرغ الأول لكرة القدم (بالألمانية: 1.Fußball-Club Nürnberg Verein für Leibesübungen e. V) هو أحد أندية كرة القدم في ألمانيا. يلعب حالياً في الدوري الألماني الدرجة الثانية

## الشعار

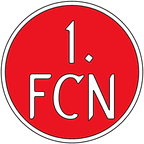
1900-1918
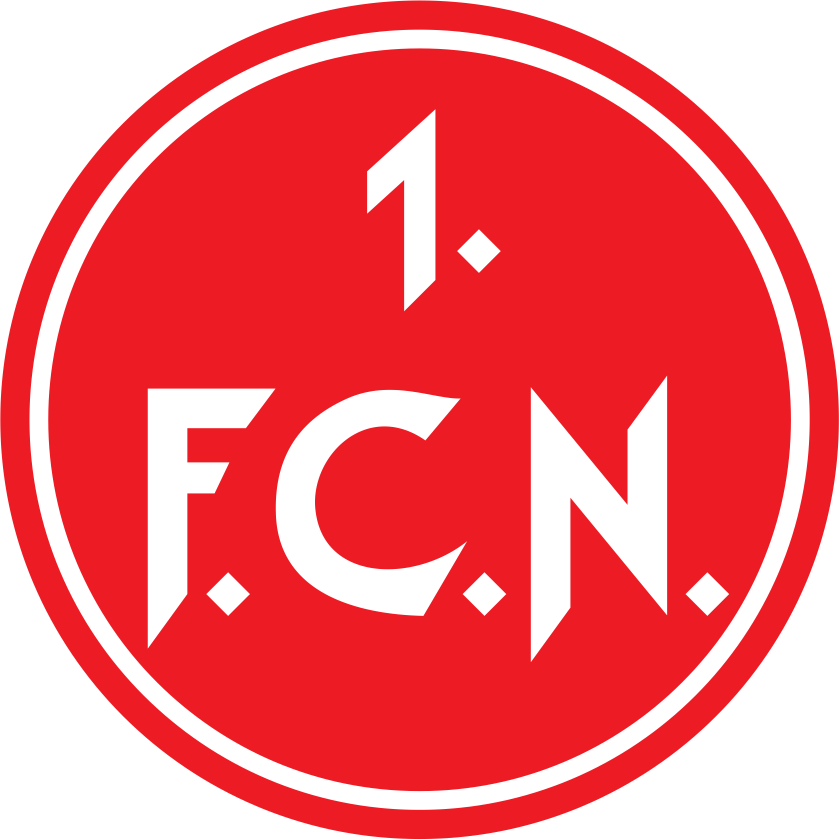
1918-1945
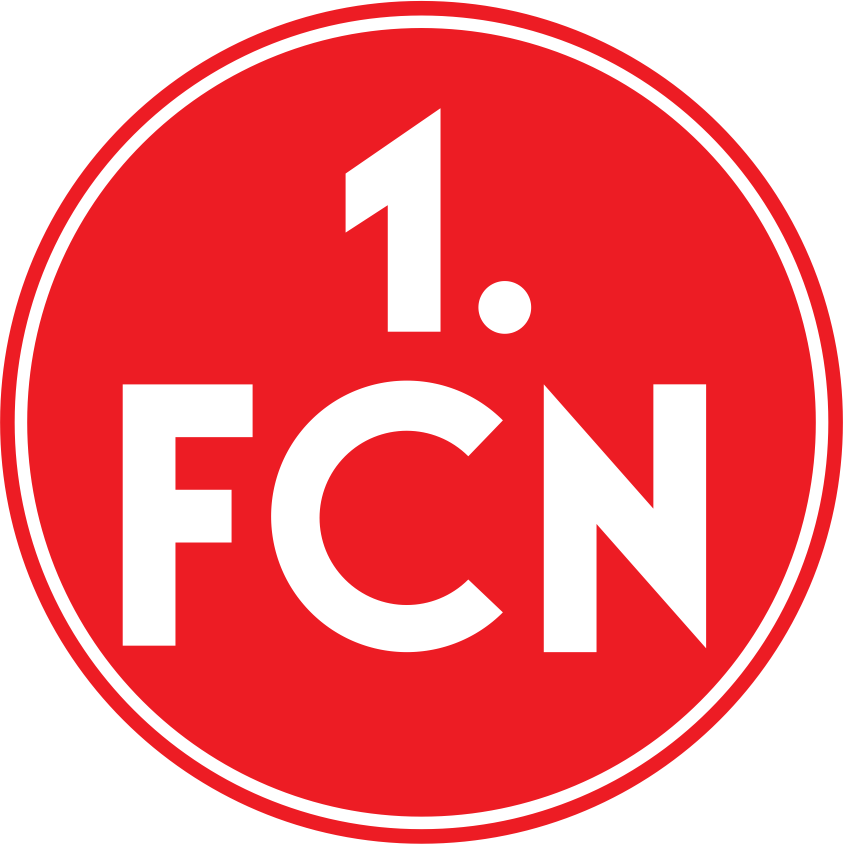
1945-1961
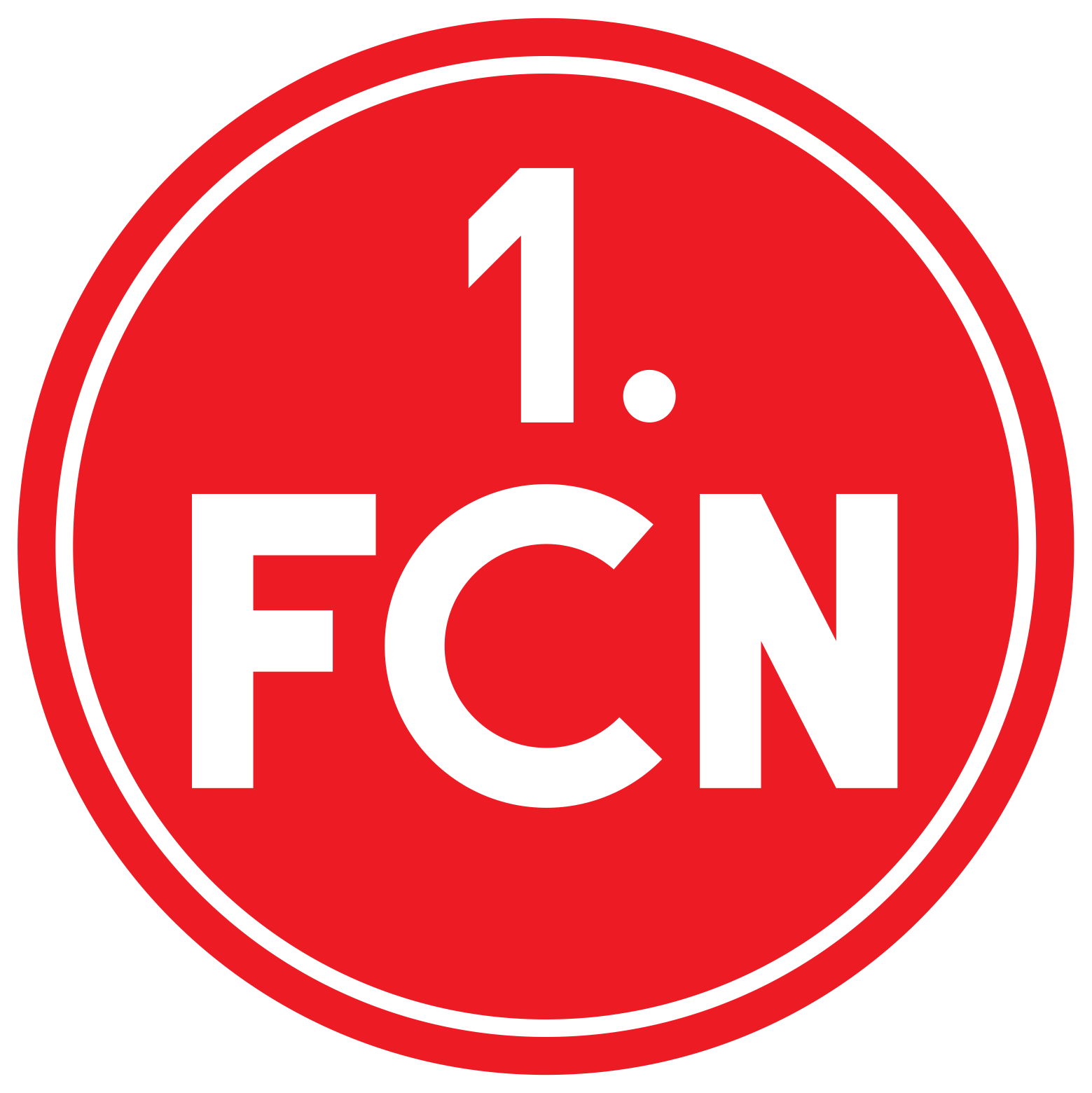
1961-1977
1978-2011
2011-حتى الآن
شعار نادي نورنبرغ للنساء

## الإنجازات

### محلياً

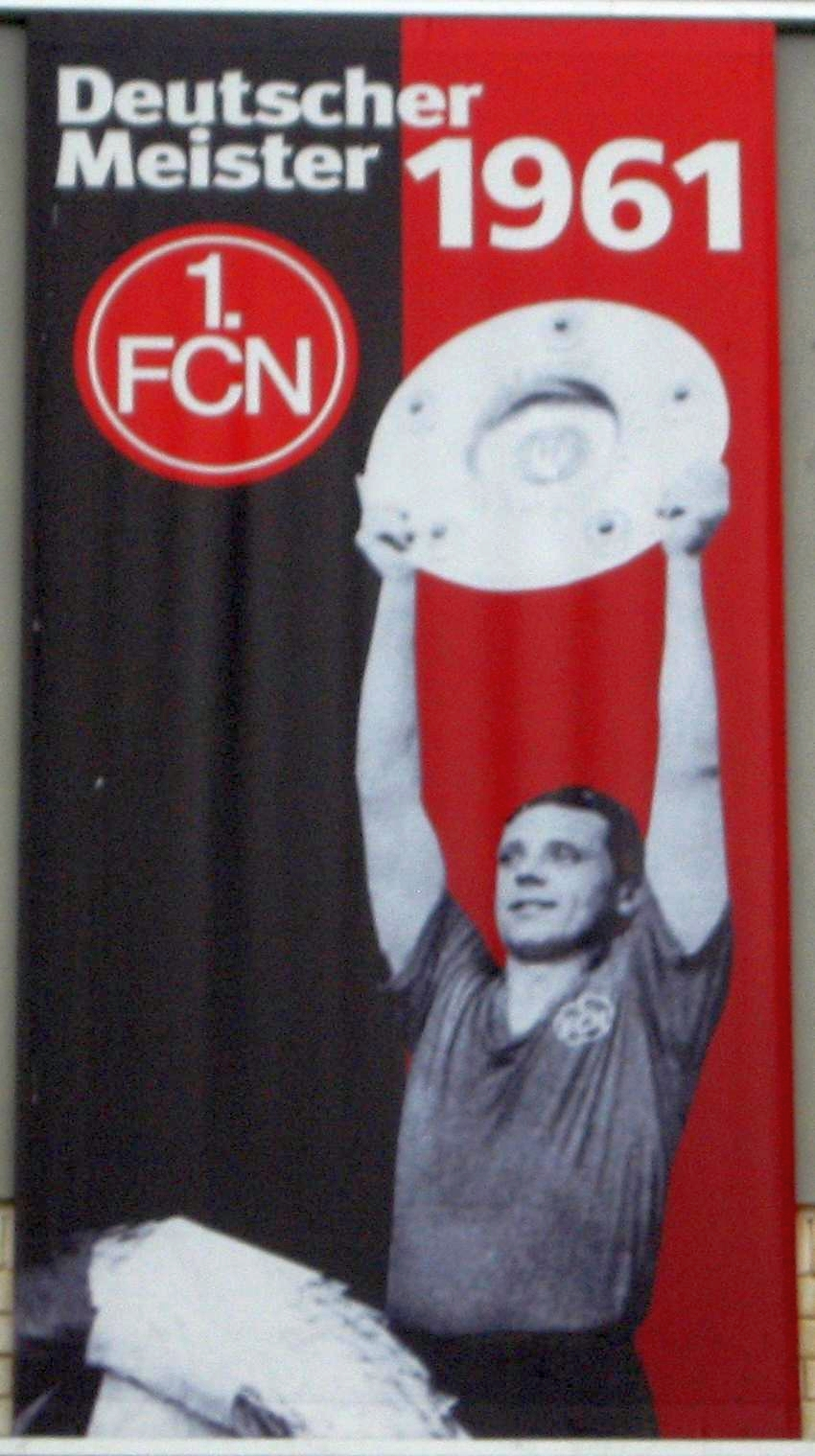
أسطورة النادي ماكس مورلوك يحمل درع الدوري عام 1961

- الدوري الألماني الدرجة الأولى (بوندسليغا)

البطل (9 مرات): 1919–20، 1920–21، 1923–24، 1924–25، 1926–27، 1935–36، 1947–48، 1960–61، 1967–68
الوصيف (3 مرات): 1933–34، 1936–37، 1961–62
- الدوري الألماني الدرجة الثانية (بوندسليغا 2)

البطل (4 مرات): 1979–80، 1984–85، 2000–01، 2003–04
- بطولة جنوب ألمانيا

البطل (7 مرات): 1916، 1918، 1920، 1921، 1924، 1927، 1929
- كأس ألمانيا

البطل (4 مرات): 1935، 1939، 1961–62، 2006–07
الوصيف (مرتان): 1940، 1981–82
- كأس جنوب ألمانيا

البطل (مرتان): 1919، 1924

### قارياً
- كأس الأندية الأوروبية البطلة

ربع النهائي: 1961–62
- كأس الكؤوس الأوروبية

نصف النهائي: 1962–63

## وصلات خارجية
- The Abseits Guide to German Soccer
- الموقع الرسمي (بالألمانية)